# Roberto Vecchioni
Roberto Michele Massimo Vecchioni (Carate Brianza, Provincia de Monza y Brianza - 25 de junio de 1943) reconocido artísticamente como Roberto Vecchioni es un cantautor y escritor italiano. 

## Trayectoria artística
Nacido en el seno de una familia napolitana: el padre Aldo, de San Giorgio a Cremano, es comerciante, y la madre Eva, del barrio de Vomero, es ama de casa. Su hermano Sergio es notario. Licenciado en Letras Clásicas por la Universidad de Milán en 1968, de profesión es profesor de latín y griego en secundaria.
A lo largo de su carrera ha compuesto piezas para conocidos cantantes (como Ornella Vanoni, Mina, Iva Zanicchi o Gigliola Cinquetti). Algunas de las canciones que ha escrito e interpretado él mismo han constituido grandes éxitos como L'uomo che si gioca il cielo a dadi, Samarcanda o Luci a San Siro. Simultáneamente, escribe libros como Il grande sogno (de 1983, que contiene poesías, relatos, y letras de canciones), Viaggi del tempo immobile (colección de relatos de 1996), Le parole non le portano le cicogne (novela aparecida en 2000) o Il libraio di Selinunte (2004), editada en España en 2008. Es el responsable de la voz Canción de autor en la edición de 1998 de la prestigiosa Enciclopedia Treccani.
En 2011 participa y gana en la 61° edición del Festival de la Canción de San Remo con la canción Chiamami ancora amore ("Llámame todavía amor"). Vecchioni también recibió el Premio Barnasants de canción de autor en 2010.
En 2024 Roberto Vecchioni y tras el fallecimiento de su hijo Arrigo, el cantautor emprende gira con Tra il silenzio e il tuono (Entre el silencio y el trueno), que toma el nombre de su última obra literaria; con dos partes, la dedicada a su disco L'infinito y una segunda en la que repasa los clásicos de su trayectoria.

## Discografía
- Parábola, Ducale 1971
- Saldi di fine stagione, Ducale 1972
- L'uomo che si gioca il cielo a dadi, Ducale 1973
- Il re non si diverte, Ducale 1973
- Barbapapà, Philips 1975
- Ipertensione, Philips 1975
- Elisir, Philips 1976
- Samarcanda, Philips 1977
- Calabuig, stranamore e altri incidenti, Philips 1978
- Robinson, come salvarsi la vita, Ciao 1979
- Luci a San Siro, Philips 1980
- Montecristo, Philips 1980
- Hollywood Hollywood, Cgd 1981
- Il grande sogno, Cgd 1984
- Bei tempi, Cgd 1985
- Ippopotami, Cgd 1986
- Milady, Cgd 1989
- Il capolavoro, Philips 1991
- Per amore mio, Emi 1991
- Camper, Emi 1992
- Blumun, Emi 1993
- Il cielo capovolto, Emi 1995
- El bandolero stanco, Emi 1997
- Raccolta - Limited edition, Cgd East West 1997
- Studio collection, Emi 1998
- Sogna ragazzo sogna, Emi 1999
- Canzoni e cicogne, Emi 2000
- Il lanciatore di coltelli, Emi 2002
- Le ballate, Emi 2003
- Rotary Club of Malindi, Columbia Sony Music 2004
- Di rabbia e di stelle, Universal 2007
- Chiamami ancora amore, Universal 2011
- Io non appartengo più, Universal 2013
- L'infinito, 2018; en su edición disco-libro se acompaña el ensayo Le parole del canto. Riflessioni senza troppe pretese (Las palabras del canto. Reflexiones sin demasiadas pretensiones)[7]

## Libros
- Canzoni e spartiti, Roma, Lato side, 1979.
- Il grande sogno, Milán, Milano Libri, 1983.
- Prefacio a Lorenzo Coveri (a cargo de), Parole in musica. Lingua e poesia nella canzone d'autore italiana. Saggi critici e antologia di testi di cantautori italiani, Novara, Interlinea, 1996. ISBN 88-8212-147-X
- Viaggi del tempo immobile, Turín, Einaudi, 1996. ISBN 88-06-14226-7
- Le parole non le portano le cicogne, Turín, Einaudi, 2000. ISBN 88-06-15531-8
- Parole e canzoni, Turín, Einaudi, 2002. ISBN 88-06-16414-7
- Il libraio di Selinunte, Turín, Einaudi, 2004. ISBN 88-06-16739-1, En España publicada como El librero de Selinunte (Gadir, 2008)[8]
- Prefazione a Luigi Ferro, con Giampiero Rossi, Le memorie di Adriano (quello vero), Milán, Melampo, 2005. ISBN 88-89533-05-6
- Diario di un gatto con gli stivali, Turín, Einaudi, 2006. ISBN 88-06-18217-X
- Di sogni e d'amore. Poesie 1960-1964, Milán, Frassinelli, 2007. ISBN 978-88-7684-979-4
- Volevo. Ed erano voli, Pescecapone, 2008.
- Scacco a Dio, Turín, Einaudi, 2009. ISBN 978-88-06-19849-7
- Prefacio a Sergio Menghini, La mer, Città di Castello, Edimond, 2010. ISBN 88-500-0461-4
- Il mercante di luce, Einaudi, 2014. ISBN 978-88-0622-388-5.
- La vita che si ama. Storie di felicità, Einaudi, 2016. ISBN 978-88-0623-075-3.
- Lezioni di volo e di atterraggio, Einaudi, 2020. ISBN 978-88-062-4809-3.
- Canzoni. Comentadas por Massimo Germini y Paolo Jachia, Bompiani, 2021. EAN 9788830108899.
- Tra il silenzio e il tuono, Einaudi, 2024 (autobiografia epistolare)